# Mateo Kovačić
Mateo Kovačić (Linz, 6 maggio 1994) è un calciatore croato, centrocampista del Manchester City e della nazionale croata, con cui è stato vicecampione del mondo nel 2018.

## Biografia
È nato a Linz, in Austria, da genitori croato-bosniaci Stipo e Ružica che si erano trasferiti lì da Zabrđe prima delle Guerre jugoslave. 
Parla cinque lingue: croato, tedesco, inglese, italiano e spagnolo.
Nel 2017, Kovačić ha sposato la sua fidanzata di lunga data Izabel Andrijanić. Il 12 ottobre 2020, Andrijanić ha dato alla luce il loro primo figlio, un maschio.
Il bambino è stato battezzato nel luglio 2021, con Luka Modrić come suo padrino.

## Caratteristiche tecniche
Di ruolo mezzala, è dotato di buona tecnica, nonché notevole rapidità quando ha il pallone tra i piedi. Corre molto ed è abile nel recuperare palloni. Gioca prettamente in verticale ed è bravo nelle sponde e negli scambi stretti.
Dopo una prima parte di carriera caratterizzata da una certa incostanza di rendimento, ha saputo col tempo trasformarsi in un centrocampista affidabile, ricoprendo con diligenza sia il ruolo da titolare che da comprimario.

## Carriera

### Club

#### Inizi e Dinamo Zagabria
Nato a Linz, in Austria, da genitori croati provenienti da Kotor Varoš, inizia a giocare all'età di 6 anni nella squadra locale, il LASK. Nel 2007, all'età di 13 anni, si trasferisce a Zagabria con la famiglia andando a giocare nel settore giovanile della Dinamo Zagabria. Ha subito un infortunio nel 2009 in cui si è rotto una gamba; tornato in campo il 31 maggio 2010, gioca l'ultima partita del campionato croato Under-17 vincendo 5-0 contro lo RNK Spalato.
Ha iniziato ad allenarsi con la prima squadra sotto la guida di Vahid Halilhodžić quattro mesi più tardi, il 6 ottobre, continuando a giocare anche nel settore giovanile del club fino alla fine del mese. Ha fatto il suo debutto tra i professionisti nel campionato 2010-2011 nella partita contro il Hrvatski Dragovoljac disputata il 20 novembre 2010; in quell'occasione ha segnato il quarto gol dell'incontro nella vittoria ottenuta per 6-0 dalla Dinamo Zagabria. Questa gara fa di lui il più giovane debuttante e marcatore nella storia della massima serie croata, 16 anni e 198 giorni, e gli permette di battere il record fissato solo una settimana prima da Dino Špehar (16 anni e 278 giorni).

#### Inter

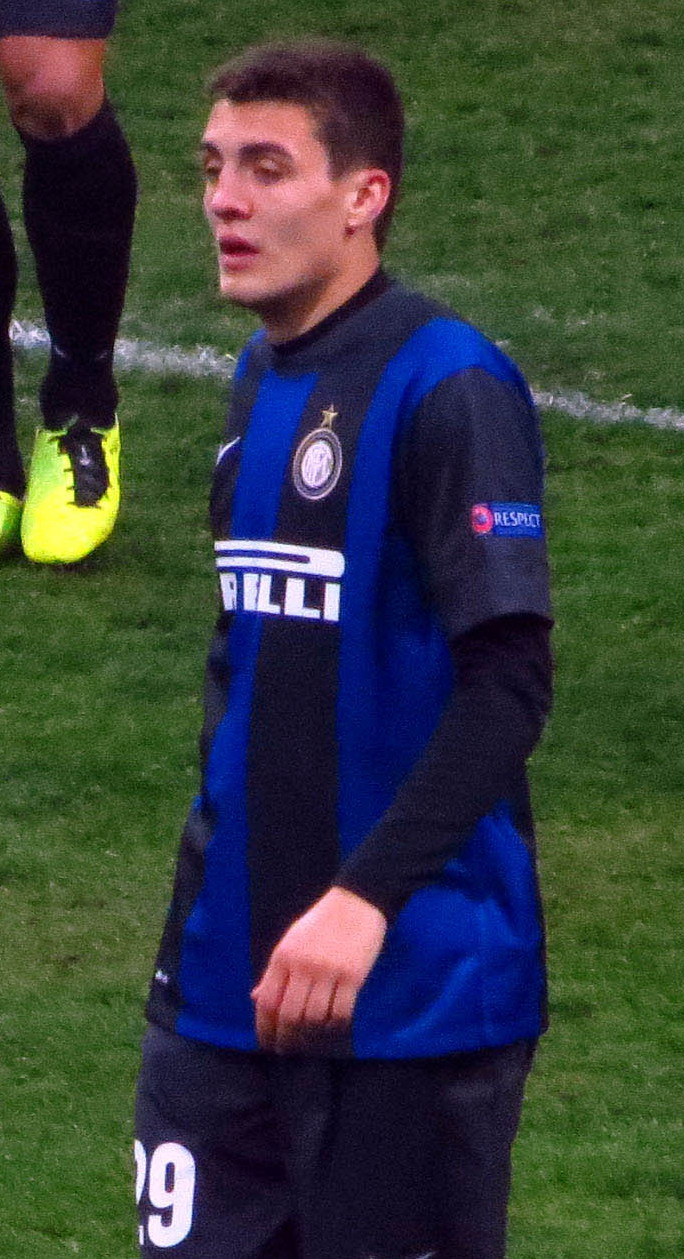
Kovačić all'Inter nel 2013.

Il 31 gennaio 2013 viene ufficialmente acquistato dall'Inter, che versa 11 milioni di euro (più 4 di bonus) alla Dinamo Zagabria. Il croato, che veste la maglia numero 10 in campionato e la 29 in Europa League (poiché la 10 era già stata indossata da Wesley Sneijder durante la prima parte del torneo), esordisce in Serie A il 3 febbraio nella sconfitta (3-1) che i nerazzurri rimediano dal Siena.
Con Walter Mazzarri alla guida della squadra ha un rendimento incostante, dovuto anche al fatto di venire utilizzato dal tecnico in varie posizioni e non potendo così sviluppare un'adeguata costanza tattica. Soprattutto nel finale del campionato 2013-14 il centrocampista fornisce però prova del suo valore, servendo ad esempio 3 assist in una sola partita.
Nella stagione 2014-15 trova le prime reti con l'Inter, realizzando una tripletta allo Stjarnan e 5 gol in campionato. Nel derby d'Italia con la Juventus del 6 gennaio 2015, riceve l'unica espulsione in nerazzurro per gioco violento nei minuti conclusivi dell'incontro. Al termine di quest'annata si congeda dall'Inter, con cui ha disputato 97 partite e segnato 8 reti.

#### Real Madrid
Il 18 agosto 2015 si trasferisce a titolo definitivo al Real Madrid per 29 milioni di euro più bonus, firmando un contratto di sei anni. Il 28 maggio 2016, pur non essendo tra i convocati per la finale, vince la sua prima Champions League (2015-2016) a San Siro con la vittoria ai rigori dopo l'1-1 contro l'Atlético Madrid. Conclude quindi la stagione con 34 presenze. Nella stagione successiva esordisce vincendo la Supercoppa UEFA contro il Siviglia, per poi aggiudicarsi sia il campionato, che la Champions League. Inizia la nuova stagione vincendo la Supercoppa Uefa per 2-1 contro il Manchester United. Nel corso dell'annata conquista nuovamente la Champions League, sconfiggendo in finale il Liverpool.

#### Chelsea
L'8 agosto 2018 passa in prestito al Chelsea, con cui gioca 51 partite in tutto vincendo l'Europa League in finale contro l'Arsenal. Il 1º luglio 2019 viene acquistato a titolo definitivo dai Blues per 45 milioni di euro, firmando un contratto di cinque anni.
Dopo una prima stagione sottotono, con Frank Lampard in panchina nella seconda stagione a Londra, offre un rendimento migliore rispetto all'anno precedente.
Viene eletto dai tifosi miglior giocatore dei Blues della stagione 2019-2020.
La stagione seguente gioca meno con Thomas Tuchel (anche a causa di problemi fisici), vincendo però la Champions League, la quarta per lui nelle ultime sei stagioni.

#### Manchester City
Il 27 giugno 2023 Kovačić viene ingaggiato per circa 35 milioni di euro dal Manchester City, squadra militante sempre in Premier League, con cui firma un contratto quadriennale con decorrenza dal 1º luglio seguente. Il 27 febbraio 2024 trova la prima rete con la maglia dei campioni d'Europa in carica, grazie ad una bella conclusione da fuori area messa a segno contro il Luton Town, in una partita di FA Cup.

### Nazionale

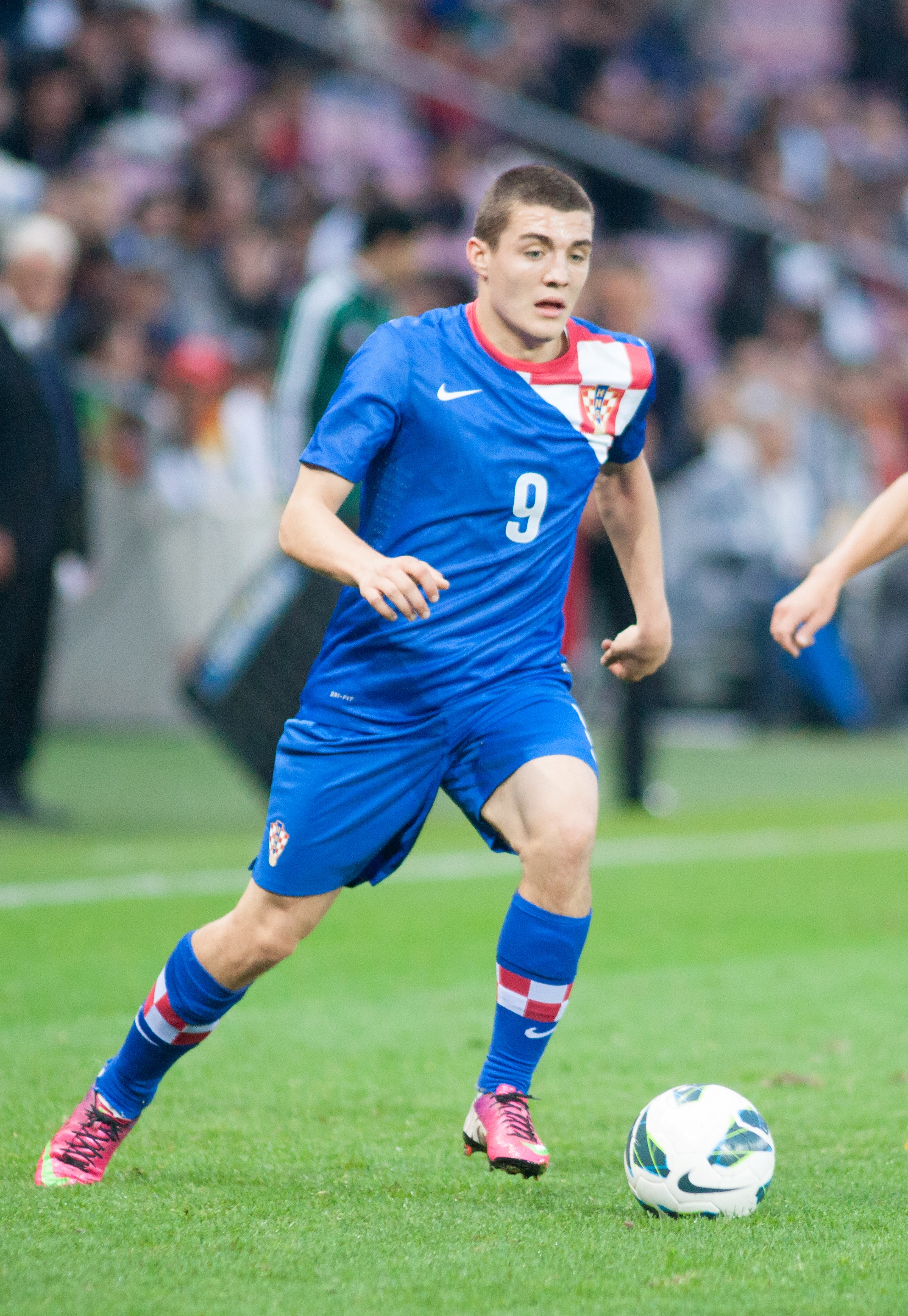
Kovačić con la maglia della Nazionale croata nel 2013.

Il 22 marzo 2013 esordisce con la maglia della nazionale croata, nella vittoria per 2-0 contro la Serbia. Viene convocato per il Mondiale 2014 scendendo in campo nelle tre gare della fase a gironi. Segna la prima rete in nazionale il 7 giugno 2015, con un colpo di tacco contro Gibilterra. Scende in campo in due occasioni durante l'europeo del 2016 in Francia, ed in cinque nel mondiale russo di due anni dopo, concluso dalla Croazia al secondo posto.
Il 17 novembre 2020 realizza le sue prime reti (doppietta) con la selezione croata nella sconfitta per 2-3 contro il Portogallo in Nations League.
Il 9 novembre del 2022, viene inserito dal CT Zlatko Dalić nella lista dei convocati per i Mondiali di calcio in Qatar.
Il 3 giugno 2024 raggiunge quota 100 presenze in nazionale (divenendo il più giovane calciatore croato a riuscirci) nell'amichevole vinta 3-0 contro la Macedonia del Nord.

## Statistiche

### Presenze e reti nei club
Statistiche aggiornate al 26 gennaio 2025.
| Stagione               | Squadra                | Campionato             | Campionato | Campionato | Coppe nazionali | Coppe nazionali | Coppe nazionali | Coppe continentali | Coppe continentali | Coppe continentali | Altre coppe | Altre coppe | Altre coppe | Totale | Totale |
| Stagione               | Squadra                | Comp                   | Pres       | Reti       | Comp            | Pres            | Reti            | Comp               | Pres               | Reti               | Comp        | Pres        | Reti        | Pres   | Reti   |
| ---------------------- | ---------------------- | ---------------------- | ---------- | ---------- | --------------- | --------------- | --------------- | ------------------ | ------------------ | ------------------ | ----------- | ----------- | ----------- | ------ | ------ |
| 2010-2011              | Dinamo Zagabria        | 1. HNL                 | 7          | 1          | CC              | 2               | 0               | UCL                | 0                  | 0                  | SC          | 0           | 0           | 9      | 1      |
| 2011-2012              | Dinamo Zagabria        | 1. HNL                 | 25         | 4          | CC              | 7               | 1               | UCL                | 12                 | 1                  | -           | -           | -           | 44     | 6      |
| 2012-gen. 2013         | Dinamo Zagabria        | 1. HNL                 | 11         | 1          | CC              | 1               | 0               | UCL                | 8                  | 0                  | -           | -           | -           | 20     | 1      |
| Totale Dinamo Zagabria | Totale Dinamo Zagabria | Totale Dinamo Zagabria | 43         | 6          |                 | 10              | 1               |                    | 20                 | 1                  |             | 0           | 0           | 73     | 8      |
| gen.-giu. 2013         | Inter                  | A                      | 13         | 0          | CI              | 1               | 0               | UEL                | 4                  | 0                  | -           | -           | -           | 18     | 0      |
| 2013-2014              | Inter                  | A                      | 32         | 0          | CI              | 3               | 0               | -                  | -                  | -                  | -           | -           | -           | 35     | 0      |
| 2014-2015              | Inter                  | A                      | 35         | 5          | CI              | 1               | 0               | UEL                | 8                  | 3                  | -           | -           | -           | 44     | 8      |
| Totale Inter           | Totale Inter           | Totale Inter           | 80         | 5          |                 | 5               | 0               |                    | 12                 | 3                  |             | -           | -           | 97     | 8      |
| 2015-2016              | Real Madrid            | PD                     | 25         | 0          | CR              | 1               | 0               | UCL                | 8                  | 1                  | -           | -           | -           | 34     | 1      |
| 2016-2017              | Real Madrid            | PD                     | 27         | 1          | CR              | 4               | 0               | UCL                | 6                  | 1                  | SU+Cmc      | 1+1         | 0           | 39     | 2      |
| 2017-2018              | Real Madrid            | PD                     | 21         | 0          | CR              | 5               | 0               | UCL                | 7                  | 0                  | SU+SS+Cmc   | 0+2+1       | 0           | 36     | 0      |
| Totale Real Madrid     | Totale Real Madrid     | Totale Real Madrid     | 73         | 1          |                 | 10              | 0               |                    | 21                 | 2                  |             | 5           | 0           | 109    | 3      |
| 2018-2019              | Chelsea                | PL                     | 32         | 0          | FACup+CdL       | 2+5             | 0               | UEL                | 12                 | 0                  | CS          | -           | -           | 51     | 0      |
| 2019-2020              | Chelsea                | PL                     | 31         | 1          | FACup+CdL       | 6+1             | 0               | UCL                | 8                  | 1                  | SU          | 1           | 0           | 47     | 2      |
| 2020-2021              | Chelsea                | PL                     | 27         | 0          | FACup+CdL       | 3+2             | 0               | UCL                | 10                 | 0                  | -           | -           | -           | 42     | 0      |
| 2021-2022              | Chelsea                | PL                     | 25         | 2          | FACup+CdL       | 5+5             | 0               | UCL                | 6                  | 0                  | SU+Cmc      | 1+2         | 0           | 44     | 2      |
| 2022-2023              | Chelsea                | PL                     | 27         | 1          | FACup+CdL       | 1+1             | 0               | UCL                | 8                  | 1                  | -           | -           | -           | 37     | 2      |
| Totale Chelsea         | Totale Chelsea         | Totale Chelsea         | 142        | 4          |                 | 31              | 0               |                    | 44                 | 2                  |             | 4           | 0           | 221    | 6      |
| 2023-2024              | Manchester City        | PL                     | 30         | 1          | FACup+CdL       | 5+1             | 1+0             | UCL                | 6                  | 0                  | CS+SU+Cmc   | 1+1+2       | 0+0+1       | 46     | 3      |
| 2024-2025              | Manchester City        | PL                     | 21         | 6          | FACup+CdL       | 1+1             | 0               | UCL                | 4                  | 1                  | CS+Cmc      | 1+0         | 0           | 28     | 7      |
| Totale Manchester City | Totale Manchester City | Totale Manchester City | 51         | 7          |                 | 8               | 1               |                    | 10                 | 1                  |             | 5           | 1           | 74     | 10     |
| Totale carriera        | Totale carriera        | Totale carriera        | 388        | 23         |                 | 64              | 2               |                    | 107                | 9                  |             | 14          | 1           | 574    | 35     |

### Cronologia presenze e reti in nazionale
| Cronologia completa delle presenze e delle reti in nazionale ― Croazia | Cronologia completa delle presenze e delle reti in nazionale ― Croazia | Cronologia completa delle presenze e delle reti in nazionale ― Croazia | Cronologia completa delle presenze e delle reti in nazionale ― Croazia | Cronologia completa delle presenze e delle reti in nazionale ― Croazia | Cronologia completa delle presenze e delle reti in nazionale ― Croazia | Cronologia completa delle presenze e delle reti in nazionale ― Croazia | Cronologia completa delle presenze e delle reti in nazionale ― Croazia |
| Data                                                                   | Città                                                                  | In casa                                                                | Risultato                                                              | Ospiti                                                                 | Competizione                                                           | Reti                                                                   | Note                                                                   |
| ---------------------------------------------------------------------- | ---------------------------------------------------------------------- | ---------------------------------------------------------------------- | ---------------------------------------------------------------------- | ---------------------------------------------------------------------- | ---------------------------------------------------------------------- | ---------------------------------------------------------------------- | ---------------------------------------------------------------------- |
| 22-3-2013                                                              | Zagabria                                                               | Croazia                                                                | 2 – 0                                                                  | Serbia                                                                 | Qual. Mondiali 2014                                                    | -                                                                      |                                                                        |
| 26-3-2013                                                              | Swansea                                                                | Galles                                                                 | 1 – 2                                                                  | Croazia                                                                | Qual. Mondiali 2014                                                    | -                                                                      | 61’                                                                    |
| 7-6-2013                                                               | Zagabria                                                               | Croazia                                                                | 0 – 1                                                                  | Scozia                                                                 | Qual. Mondiali 2014                                                    | -                                                                      |                                                                        |
| 10-6-2013                                                              | Lancy                                                                  | Croazia                                                                | 0 – 1                                                                  | Portogallo                                                             | Amichevole                                                             | -                                                                      | 66’                                                                    |
| 6-9-2013                                                               | Belgrado                                                               | Serbia                                                                 | 1 – 1                                                                  | Croazia                                                                | Qual. Mondiali 2014                                                    | -                                                                      | 63’                                                                    |
| 11-10-2013                                                             | Zagabria                                                               | Croazia                                                                | 1 – 2                                                                  | Belgio                                                                 | Qual. Mondiali 2014                                                    | -                                                                      | 65’                                                                    |
| 19-11-2013                                                             | Zagabria                                                               | Croazia                                                                | 2 – 0                                                                  | Islanda                                                                | Qual. Mondiali 2014                                                    | -                                                                      | 75’                                                                    |
| 5-3-2014                                                               | San Gallo                                                              | Svizzera                                                               | 2 – 2                                                                  | Croazia                                                                | Amichevole                                                             | -                                                                      | 56’                                                                    |
| 31-5-2014                                                              | Osijek                                                                 | Croazia                                                                | 2 – 1                                                                  | Mali                                                                   | Amichevole                                                             | -                                                                      | 60’                                                                    |
| 7-6-2014                                                               | Salvador                                                               | Croazia                                                                | 1 – 0                                                                  | Australia                                                              | Amichevole                                                             | -                                                                      | 59’                                                                    |
| 12-6-2014                                                              | San Paolo                                                              | Brasile                                                                | 3 – 1                                                                  | Croazia                                                                | Mondiali 2014 - 1º turno                                               | -                                                                      | 61’                                                                    |
| 18-6-2014                                                              | Manaus                                                                 | Camerun                                                                | 0 – 4                                                                  | Croazia                                                                | Mondiali 2014 - 1º turno                                               | -                                                                      | 72’                                                                    |
| 23-6-2014                                                              | Recife                                                                 | Croazia                                                                | 1 – 3                                                                  | Messico                                                                | Mondiali 2014 - 1º turno                                               | -                                                                      | 58’                                                                    |
| 4-9-2014                                                               | Pola                                                                   | Croazia                                                                | 2 – 0                                                                  | Cipro                                                                  | Amichevole                                                             | -                                                                      | 78’                                                                    |
| 9-9-2014                                                               | Zagabria                                                               | Croazia                                                                | 2 – 0                                                                  | Malta                                                                  | Qual. Euro 2016                                                        | -                                                                      | 46’                                                                    |
| 10-10-2014                                                             | Sofia                                                                  | Bulgaria                                                               | 0 – 1                                                                  | Croazia                                                                | Qual. Euro 2016                                                        | -                                                                      | 80’                                                                    |
| 13-10-2014                                                             | Osijek                                                                 | Croazia                                                                | 6 – 0                                                                  | Azerbaigian                                                            | Qual. Euro 2016                                                        | -                                                                      | 24’                                                                    |
| 12-11-2014                                                             | Londra                                                                 | Argentina                                                              | 2 – 1                                                                  | Croazia                                                                | Amichevole                                                             | -                                                                      | 46’                                                                    |
| 16-11-2014                                                             | Milano                                                                 | Italia                                                                 | 1 – 1                                                                  | Croazia                                                                | Qual. Euro 2016                                                        | -                                                                      | 28’                                                                    |
| 7-6-2015                                                               | Zagabria                                                               | Croazia                                                                | 4 – 0                                                                  | Gibilterra                                                             | Amichevole                                                             | 1                                                                      | 46’                                                                    |
| 12-6-2015                                                              | Spalato                                                                | Croazia                                                                | 1 – 1                                                                  | Italia                                                                 | Qual. Euro 2016                                                        | -                                                                      | 87’ 90+2’                                                              |
| 3-9-2015                                                               | Baku                                                                   | Azerbaigian                                                            | 0 – 0                                                                  | Croazia                                                                | Qual. Euro 2016                                                        | -                                                                      | 59’ 90+2’                                                              |
| 10-10-2015                                                             | Zagabria                                                               | Croazia                                                                | 3 – 0                                                                  | Bulgaria                                                               | Qual. Euro 2016                                                        | -                                                                      |                                                                        |
| 13-10-2015                                                             | Ta' Qali                                                               | Malta                                                                  | 0 – 1                                                                  | Croazia                                                                | Qual. Euro 2016                                                        | -                                                                      |                                                                        |
| 23-3-2016                                                              | Osijek                                                                 | Croazia                                                                | 2 – 0                                                                  | Israele                                                                | Amichevole                                                             | -                                                                      | 57’                                                                    |
| 26-3-2016                                                              | Budapest                                                               | Ungheria                                                               | 1 – 1                                                                  | Croazia                                                                | Amichevole                                                             | -                                                                      | 75’                                                                    |
| 4-6-2016                                                               | Fiume                                                                  | Croazia                                                                | 10 – 0                                                                 | San Marino                                                             | Amichevole                                                             | -                                                                      | 46’                                                                    |
| 17-6-2016                                                              | Saint-Étienne                                                          | Rep. Ceca                                                              | 2 – 2                                                                  | Croazia                                                                | Euro 2016 - 1º turno                                                   | -                                                                      | 62’                                                                    |
| 21-6-2016                                                              | Bordeaux                                                               | Croazia                                                                | 2 – 1                                                                  | Spagna                                                                 | Euro 2016 - 1º turno                                                   | -                                                                      | 82’                                                                    |
| 6-10-2016                                                              | Scutari                                                                | Kosovo                                                                 | 0 – 6                                                                  | Croazia                                                                | Qual. Mondiali 2018                                                    | -                                                                      |                                                                        |
| 9-10-2016                                                              | Tampere                                                                | Finlandia                                                              | 0 – 1                                                                  | Croazia                                                                | Qual. Mondiali 2018                                                    | -                                                                      |                                                                        |
| 12-11-2016                                                             | Zagabria                                                               | Croazia                                                                | 2 – 0                                                                  | Islanda                                                                | Qual. Mondiali 2018                                                    | -                                                                      | 46’                                                                    |
| 24-3-2017                                                              | Zagabria                                                               | Croazia                                                                | 1 – 0                                                                  | Ucraina                                                                | Qual. Mondiali 2018                                                    | -                                                                      | 79’                                                                    |
| 28-3-2017                                                              | Tallinn                                                                | Estonia                                                                | 3 – 0                                                                  | Croazia                                                                | Amichevole                                                             | -                                                                      |                                                                        |
| 11-6-2017                                                              | Reykjavík                                                              | Islanda                                                                | 1 – 0                                                                  | Croazia                                                                | Qual. Mondiali 2018                                                    | -                                                                      |                                                                        |
| 3-9-2017                                                               | Zagabria                                                               | Croazia                                                                | 1 – 0                                                                  | Kosovo                                                                 | Qual. Mondiali 2018                                                    | -                                                                      | 55’                                                                    |
| 5-9-2017                                                               | Eskişehir                                                              | Turchia                                                                | 1 – 0                                                                  | Croazia                                                                | Qual. Mondiali 2018                                                    | -                                                                      | 71’                                                                    |
| 24-3-2018                                                              | Miami                                                                  | Perù                                                                   | 2 – 0                                                                  | Croazia                                                                | Amichevole                                                             | -                                                                      | 56’                                                                    |
| 28-3-2018                                                              | Arlington                                                              | Messico                                                                | 0 – 1                                                                  | Croazia                                                                | Amichevole                                                             | -                                                                      |                                                                        |
| 3-6-2018                                                               | Liverpool                                                              | Brasile                                                                | 2 – 0                                                                  | Croazia                                                                | Amichevole                                                             | -                                                                      | 58’                                                                    |
| 8-6-2018                                                               | Osijek                                                                 | Croazia                                                                | 2 – 1                                                                  | Senegal                                                                | Amichevole                                                             | -                                                                      | 65’ 86’                                                                |
| 16-6-2018                                                              | Kaliningrad                                                            | Croazia                                                                | 2 – 0                                                                  | Nigeria                                                                | Mondiali 2018 - 1º turno                                               | -                                                                      | 79’                                                                    |
| 21-6-2018                                                              | Nižnij Novgorod                                                        | Argentina                                                              | 0 – 3                                                                  | Croazia                                                                | Mondiali 2018 - 1º turno                                               | -                                                                      | 82’                                                                    |
| 26-6-2018                                                              | Rostov                                                                 | Islanda                                                                | 1 – 2                                                                  | Croazia                                                                | Mondiali 2018 - 1º turno                                               | -                                                                      | 82’                                                                    |
| 1-7-2018                                                               | Nižnij Novgorod                                                        | Croazia                                                                | 1 – 1 dts (3 – 2 dtr)                                                  | Danimarca                                                              | Mondiali 2018 - Ottavi di finale                                       | -                                                                      | 71’                                                                    |
| 7-7-2018                                                               | Soči                                                                   | Russia                                                                 | 2 – 2 dts (3 – 4 dtr)                                                  | Croazia                                                                | Mondiali 2018 - Quarti di finale                                       | -                                                                      | 88’                                                                    |
| 6-9-2018                                                               | Lisbona                                                                | Portogallo                                                             | 1 – 1                                                                  | Croazia                                                                | Amichevole                                                             | -                                                                      | 42’                                                                    |
| 11-9-2018                                                              | Elche                                                                  | Spagna                                                                 | 6 – 0                                                                  | Croazia                                                                | UEFA Nations League 2018-2019 - 1º turno                               | -                                                                      |                                                                        |
| 12-10-2018                                                             | Fiume                                                                  | Croazia                                                                | 0 – 0                                                                  | Inghilterra                                                            | UEFA Nations League 2018-2019 - 1º turno                               | -                                                                      | 25’ 73’                                                                |
| 21-3-2019                                                              | Zagabria                                                               | Croazia                                                                | 2 – 1                                                                  | Azerbaigian                                                            | Qual. Euro 2020                                                        | -                                                                      | 73’                                                                    |
| 8-6-2019                                                               | Osijek                                                                 | Croazia                                                                | 2 – 1                                                                  | Galles                                                                 | Qual. Euro 2020                                                        | -                                                                      | 76’                                                                    |
| 11-6-2019                                                              | Varaždin                                                               | Croazia                                                                | 1 – 2                                                                  | Tunisia                                                                | Amichevole                                                             | -                                                                      | 55’                                                                    |
| 10-10-2019                                                             | Spalato                                                                | Croazia                                                                | 3 – 0                                                                  | Ungheria                                                               | Qual. Euro 2020                                                        | -                                                                      | 67’                                                                    |
| 13-10-2019                                                             | Cardiff                                                                | Galles                                                                 | 1 – 1                                                                  | Croazia                                                                | Qual. Euro 2020                                                        | -                                                                      | 46’                                                                    |
| 16-11-2019                                                             | Fiume                                                                  | Croazia                                                                | 3 – 1                                                                  | Slovacchia                                                             | Qual. Euro 2020                                                        | -                                                                      | 75’                                                                    |
| 19-11-2019                                                             | Pola                                                                   | Croazia                                                                | 2 – 1                                                                  | Georgia                                                                | Amichevole                                                             | -                                                                      | 65’                                                                    |
| 5-9-2020                                                               | Porto                                                                  | Portogallo                                                             | 4 – 1                                                                  | Croazia                                                                | UEFA Nations League 2020-2021 - 1º turno                               | -                                                                      |                                                                        |
| 8-9-2020                                                               | Saint-Denis                                                            | Francia                                                                | 4 – 2                                                                  | Croazia                                                                | UEFA Nations League 2020-2021 - 1º turno                               | -                                                                      |                                                                        |
| 7-10-2020                                                              | San Gallo                                                              | Svizzera                                                               | 1 – 2                                                                  | Croazia                                                                | Amichevole                                                             | -                                                                      | 18’ 57’                                                                |
| 11-10-2020                                                             | Zagabria                                                               | Croazia                                                                | 2 – 1                                                                  | Svezia                                                                 | UEFA Nations League 2020-2021 - 1º turno                               | -                                                                      | 2’ 61’                                                                 |
| 14-10-2020                                                             | Zagabria                                                               | Croazia                                                                | 1 – 2                                                                  | Francia                                                                | UEFA Nations League 2020-2021 - 1º turno                               | -                                                                      | 46’                                                                    |
| 14-11-2020                                                             | Solna                                                                  | Svezia                                                                 | 2 – 1                                                                  | Croazia                                                                | UEFA Nations League 2020-2021 - 1º turno                               | -                                                                      | 77’                                                                    |
| 17-11-2020                                                             | Spalato                                                                | Croazia                                                                | 2 – 3                                                                  | Portogallo                                                             | UEFA Nations League 2020-2021 - 1º turno                               | 2                                                                      | 90+1’                                                                  |
| 24-3-2021                                                              | Lubiana                                                                | Slovenia                                                               | 1 – 0                                                                  | Croazia                                                                | Qual. Mondiali 2022                                                    | -                                                                      | 83’                                                                    |
| 27-3-2021                                                              | Fiume                                                                  | Croazia                                                                | 1 – 0                                                                  | Cipro                                                                  | Qual. Mondiali 2022                                                    | -                                                                      | 76’ 90+3’                                                              |
| 30-3-2021                                                              | Fiume                                                                  | Croazia                                                                | 3 – 0                                                                  | Malta                                                                  | Qual. Mondiali 2022                                                    | -                                                                      |                                                                        |
| 6-6-2021                                                               | Bruxelles                                                              | Belgio                                                                 | 1 – 0                                                                  | Croazia                                                                | Amichevole                                                             | -                                                                      | 62’                                                                    |
| 13-6-2021                                                              | Londra                                                                 | Inghilterra                                                            | 1 – 0                                                                  | Croazia                                                                | Euro 2020 - 1º turno                                                   | -                                                                      | 48’ 85’                                                                |
| 18-6-2021                                                              | Glasgow                                                                | Croazia                                                                | 1 – 1                                                                  | Rep. Ceca                                                              | Euro 2020 - 1º turno                                                   | -                                                                      | 87’                                                                    |
| 22-6-2021                                                              | Glasgow                                                                | Croazia                                                                | 3 – 1                                                                  | Scozia                                                                 | Euro 2020 - 1º turno                                                   | -                                                                      |                                                                        |
| 28-6-2021                                                              | Copenaghen                                                             | Croazia                                                                | 3 – 5 dts                                                              | Spagna                                                                 | Euro 2020 - Ottavi di finale                                           | -                                                                      | 79’                                                                    |
| 1-9-2021                                                               | Mosca                                                                  | Russia                                                                 | 0 – 0                                                                  | Croazia                                                                | Qual. Mondiali 2022                                                    | -                                                                      |                                                                        |
| 4-9-2021                                                               | Bratislava                                                             | Slovacchia                                                             | 0 – 1                                                                  | Croazia                                                                | Qual. Mondiali 2022                                                    | -                                                                      | 84’                                                                    |
| 7-9-2021                                                               | Spalato                                                                | Croazia                                                                | 3 – 0                                                                  | Slovenia                                                               | Qual. Mondiali 2022                                                    | -                                                                      | 76’                                                                    |
| 8-10-2021                                                              | Larnaca                                                                | Cipro                                                                  | 0 – 3                                                                  | Croazia                                                                | Qual. Mondiali 2022                                                    | -                                                                      | 33’ 63’                                                                |
| 26-3-2022                                                              | Al Rayyan                                                              | Croazia                                                                | 1 – 1                                                                  | Slovenia                                                               | Amichevole                                                             | -                                                                      | 69’                                                                    |
| 29-3-2022                                                              | Al Rayyan                                                              | Croazia                                                                | 2 – 1                                                                  | Bulgaria                                                               | Amichevole                                                             | -                                                                      | 46’                                                                    |
| 3-6-2022                                                               | Osijek                                                                 | Croazia                                                                | 0 – 3                                                                  | Austria                                                                | UEFA Nations League 2022-2023 - 1º turno                               | -                                                                      | Cap. 78’                                                               |
| 6-6-2022                                                               | Spalato                                                                | Croazia                                                                | 1 – 1                                                                  | Francia                                                                | UEFA Nations League 2022-2023 - 1º turno                               | -                                                                      | 79’                                                                    |
| 10-6-2022                                                              | Copenaghen                                                             | Danimarca                                                              | 0 – 1                                                                  | Croazia                                                                | UEFA Nations League 2022-2023 - 1º turno                               | -                                                                      | 46’                                                                    |
| 13-6-2022                                                              | Saint-Denis                                                            | Francia                                                                | 0 – 1                                                                  | Croazia                                                                | UEFA Nations League 2022-2023 - 1º turno                               | -                                                                      | 90+1’                                                                  |
| 22-9-2022                                                              | Zagabria                                                               | Croazia                                                                | 2 – 1                                                                  | Danimarca                                                              | UEFA Nations League 2022-2023 - 1º turno                               | -                                                                      | 78’                                                                    |
| 25-9-2022                                                              | Vienna                                                                 | Austria                                                                | 1 – 3                                                                  | Croazia                                                                | UEFA Nations League 2022-2023 - 1º turno                               | -                                                                      | 85’                                                                    |
| 16-11-2022                                                             | Riyad                                                                  | Arabia Saudita                                                         | 0 – 1                                                                  | Croazia                                                                | Amichevole                                                             | -                                                                      | 46’                                                                    |
| 23-11-2022                                                             | Al Khawr                                                               | Marocco                                                                | 0 – 0                                                                  | Croazia                                                                | Mondiali 2022 - 1º turno                                               | -                                                                      | 79’                                                                    |
| 27-11-2022                                                             | Al Rayyan                                                              | Croazia                                                                | 4 – 1                                                                  | Canada                                                                 | Mondiali 2022 - 1º turno                                               | -                                                                      | 86’                                                                    |
| 1-12-2022                                                              | Al Rayyan                                                              | Croazia                                                                | 0 – 0                                                                  | Belgio                                                                 | Mondiali 2022 - 1º turno                                               | -                                                                      | 90+2’                                                                  |
| 5-12-2022                                                              | Al Wakrah                                                              | Giappone                                                               | 1 – 1 dts (1 – 3 dtr)                                                  | Croazia                                                                | Mondiali 2022 - Ottavi di finale                                       | -                                                                      | 90’ 99’                                                                |
| 9-12-2022                                                              | Al Rayyan                                                              | Croazia                                                                | 1 – 1 dts (4 – 2 dtr)                                                  | Brasile                                                                | Mondiali 2022 - Quarti di finale                                       | -                                                                      | 106’                                                                   |
| 13-12-2022                                                             | Lusail                                                                 | Argentina                                                              | 3 – 0                                                                  | Croazia                                                                | Mondiali 2022 - Semifinale                                             | -                                                                      | 33’                                                                    |
| 17-12-2022                                                             | Al Rayyan                                                              | Croazia                                                                | 2 – 1                                                                  | Marocco                                                                | Mondiali 2022 - Finale 3º posto                                        | -                                                                      |                                                                        |
| 25-3-2023                                                              | Spalato                                                                | Croazia                                                                | 1 – 1                                                                  | Galles                                                                 | Qual. Euro 2024                                                        | -                                                                      | 76’                                                                    |
| 28-3-2023                                                              | Bursa                                                                  | Turchia                                                                | 0 – 2                                                                  | Croazia                                                                | Qual. Euro 2024                                                        | 2                                                                      |                                                                        |
| 14-6-2023                                                              | Rotterdam                                                              | Paesi Bassi                                                            | 2 – 4 dts                                                              | Croazia                                                                | UEFA Nations League 2022-2023 - Semifinale                             | -                                                                      | 17’ 85’                                                                |
| 18-6-2023                                                              | Rotterdam                                                              | Croazia                                                                | 0 – 0 dts (4 – 5 dtr)                                                  | Spagna                                                                 | UEFA Nations League 2022-2023 - Finale                                 | -                                                                      |                                                                        |
| 12-10-2023                                                             | Osijek                                                                 | Croazia                                                                | 0 – 1                                                                  | Turchia                                                                | Qual. Euro 2024                                                        | -                                                                      | 80’                                                                    |
| 15-10-2023                                                             | Cardiff                                                                | Galles                                                                 | 2 – 1                                                                  | Croazia                                                                | Qual. Euro 2024                                                        | -                                                                      |                                                                        |
| 23-3-2024                                                              | Il Cairo                                                               | Tunisia                                                                | 0 – 0 (4 – 5 dtr)                                                      | Croazia                                                                | Amichevole                                                             | -                                                                      | 68’                                                                    |
| 26-3-2024                                                              | Il Cairo                                                               | Egitto                                                                 | 2 – 4                                                                  | Croazia                                                                | Amichevole                                                             | -                                                                      | 46’                                                                    |
| 3-6-2024                                                               | Fiume                                                                  | Croazia                                                                | 3 – 0                                                                  | Macedonia del Nord                                                     | Amichevole                                                             | -                                                                      | Cap. 46’                                                               |
| 8-6-2024                                                               | Oeiras                                                                 | Portogallo                                                             | 1 – 2                                                                  | Croazia                                                                | Amichevole                                                             | -                                                                      | 75’                                                                    |
| 15-6-2024                                                              | Berlino                                                                | Spagna                                                                 | 3 – 0                                                                  | Croazia                                                                | Euro 2024 - 1º turno                                                   | -                                                                      | 65’                                                                    |
| 19-6-2024                                                              | Amburgo                                                                | Croazia                                                                | 2 – 2                                                                  | Albania                                                                | Euro 2024 - 1º turno                                                   | -                                                                      |                                                                        |
| 24-6-2024                                                              | Lipsia                                                                 | Croazia                                                                | 1 – 1                                                                  | Italia                                                                 | Euro 2024 - 1º turno                                                   | -                                                                      | 70’                                                                    |
| 5-9-2024                                                               | Lisbona                                                                | Portogallo                                                             | 2 – 1                                                                  | Croazia                                                                | UEFA Nations League 2024-2025 - 1º turno                               | -                                                                      |                                                                        |
| 8-9-2024                                                               | Osijek                                                                 | Croazia                                                                | 1 – 0                                                                  | Polonia                                                                | UEFA Nations League 2024-2025 - 1º turno                               | -                                                                      | 2’ 79’                                                                 |
| 15-11-2024                                                             | Glasgow                                                                | Scozia                                                                 | 1 – 0                                                                  | Croazia                                                                | UEFA Nations League 2024-2025 - 1º turno                               | -                                                                      |                                                                        |
| 18-11-2024                                                             | Spalato                                                                | Croazia                                                                | 1 – 1                                                                  | Portogallo                                                             | UEFA Nations League 2024-2025 - 1º turno                               | -                                                                      | 46’                                                                    |
| 20-3-2025                                                              | Spalato                                                                | Croazia                                                                | 2 – 0                                                                  | Francia                                                                | UEFA Nations League 2024-2025 - Quarti di finale                       | -                                                                      |                                                                        |
| 23-3-2025                                                              | Saint-Denis                                                            | Francia                                                                | 2 – 0 dts (5 – 4 dtr)                                                  | Croazia                                                                | UEFA Nations League 2024-2025 - Quarti di finale                       | -                                                                      | 45’ 81’                                                                |
| Totale                                                                 |                                                                        | Presenze (5º posto)                                                    | 110                                                                    |                                                                        | Reti                                                                   | 5                                                                      |                                                                        |

| Cronologia completa delle presenze e delle reti in nazionale ― Croazia under 21 | Cronologia completa delle presenze e delle reti in nazionale ― Croazia under 21 | Cronologia completa delle presenze e delle reti in nazionale ― Croazia under 21 | Cronologia completa delle presenze e delle reti in nazionale ― Croazia under 21 | Cronologia completa delle presenze e delle reti in nazionale ― Croazia under 21 | Cronologia completa delle presenze e delle reti in nazionale ― Croazia under 21 | Cronologia completa delle presenze e delle reti in nazionale ― Croazia under 21 | Cronologia completa delle presenze e delle reti in nazionale ― Croazia under 21 |
| Data                                                                            | Città                                                                           | In casa                                                                         | Risultato                                                                       | Ospiti                                                                          | Competizione                                                                    | Reti                                                                            | Note                                                                            |
| ------------------------------------------------------------------------------- | ------------------------------------------------------------------------------- | ------------------------------------------------------------------------------- | ------------------------------------------------------------------------------- | ------------------------------------------------------------------------------- | ------------------------------------------------------------------------------- | ------------------------------------------------------------------------------- | ------------------------------------------------------------------------------- |
| 3-6-2011                                                                        | Dugopoglie                                                                      | Croazia under 21                                                                | 0 – 1                                                                           | Georgia under 21                                                                | Qual. Europeo Under-21 2013                                                     | -                                                                               | 51’                                                                             |
| 5-9-2011                                                                        | Sion                                                                            | Svizzera under 21                                                               | 4 – 0                                                                           | Croazia under 21                                                                | Qual. Europeo Under-21 2013                                                     | -                                                                               | 51’                                                                             |
| 6-10-2011                                                                       | Osijek                                                                          | Croazia under 21                                                                | 0 – 2                                                                           | Spagna under 21                                                                 | Qual. Europeo Under-21 2013                                                     | -                                                                               |                                                                                 |
| 10-10-2011                                                                      | Tartu                                                                           | Estonia under 21                                                                | 0 – 1                                                                           | Croazia under 21                                                                | Qual. Europeo Under-21 2013                                                     | -                                                                               |                                                                                 |
| 9-9-2013                                                                        | Leopoli                                                                         | Ucraina under 21                                                                | 0 – 2                                                                           | Croazia under 21                                                                | Qual. Europeo Under-21 2015                                                     | -                                                                               | 86’                                                                             |
| 14-10-2013                                                                      | Lugano                                                                          | Svizzera under 21                                                               | 0 – 2                                                                           | Croazia under 21                                                                | Qual. Europeo Under-21 2015                                                     | -                                                                               | 70’                                                                             |
| 28-5-2014                                                                       | Zagabria                                                                        | Croazia under 21                                                                | 1 – 1                                                                           | Ucraina under 21                                                                | Qual. Europeo Under-21 2015                                                     | -                                                                               |                                                                                 |
| 17-11-2015                                                                      | Fiume                                                                           | Croazia under 21                                                                | 2 – 3                                                                           | Spagna under 21                                                                 | Qual. Europeo Under-21 2017                                                     | -                                                                               |                                                                                 |
| Totale                                                                          |                                                                                 | Presenze                                                                        | 8                                                                               |                                                                                 | Reti                                                                            | 0                                                                               |                                                                                 |

## Palmarès

### Club

#### Competizioni nazionali
- Campionato croato: 2

Dinamo Zagabria: 2010-2011, 2011-2012
- Coppa di Croazia: 2

Dinamo Zagabria: 2010-2011, 2011-2012
- Supercoppa di Croazia: 1

Dinamo Zagabria: 2010
- Campionato spagnolo: 1

Real Madrid: 2016-2017
- Supercoppa di Spagna: 1

Real Madrid: 2017
- Campionato inglese: 1

Manchester City: 2023-2024
- Community Shield: 1

Manchester City: 2024

#### Competizioni internazionali
- UEFA Champions League: 4

Real Madrid: 2015-2016, 2016-2017, 2017-2018
Chelsea: 2020-2021
- Supercoppa UEFA: 4

Real Madrid: 2016, 2017
Chelsea: 2021
Manchester City: 2023
- Coppa del mondo per club: 4

Real Madrid: 2016, 2017
Chelsea: 2021
Manchester City: 2023
- UEFA Europa League: 1

Chelsea: 2018-2019